# Baltimore Orioles
Els Orioles de Baltimore (Baltimore Orioles en anglès) és un club professional de beisbol amb seu a Baltimore, Maryland, Estats Units. Juguen a la Divisió Est de la Lliga Americana, conjuntament amb els Yankees de Nova York, Toronto Blue Jays, Trampa Bay Rays i Boston Red Sox.
L'equip es va fundar al 1893, com la franquícia de la ciutat de Milwaukee, a Wisconsin a la Lliga Occidental (Western League). Anys després, aquesta Lliga Occidental es convertiria en la Lliga Americana (1900) per a ser reconeguda com a Lliga Major el 1901.
Abans de ser coneguts com a Baltimore Orioles, també van usar altres noms com: Milwaukee Brewers (Cerveceros) (1894-1901), St. Louis Browns (Cafés o Carmelites) (1902-1953).
El seu estadi és el Orioles Park at Camden Yards (1992-Present).

## Palmarès
- Campionats de l'MLB (3): 1983, 1970, 1966
- Campionats de la Lliga Americana (7): 1983, 1979, 1971, 1970, 1969, 1966, 1944
- Campionats de la Divisió Est (8): 1997, 1983, 1979, 1974, 1973, 1971, 1970, 1969

## Evolució de la franquícia
- Baltimore Orioles (1954-present)
- St. Louis Browns (1902-1953)
- Milwaukee Brewers (1894-1901)

## Colors
Negre, taronja i blanc.

## Estadis
- Oriole Park at Camden Yards (1992-present)
- Memorial Stadium (1954-1991)
- Sportsman's Park (III) (St. Louis) (1902-1953)
  - a.k.a. Busch Stadium (I) (1953)
- Lloyd Street Grounds (Milwaukee) (1895-1901)
- Borchert Field (Milwaukee) (1894)

## Números retirats
- Earl Weaver 4
- Brooks Robinson 5
- Cal Ripken Jr. 8
- Frank Robinson 20
- Jim Palmer 22
- Eddie Murray 33
- Jackie Robinson 42